# قلعه دختر (بشرویه)
قلعه دختر، قلعه‌ای است مربوط به 
دوره سلجوقی که در شهرستان بشرویه قرار دارد. 

## موقعیت
قلعه دختر در فاصله ١٢ کیلومتری غرب بشرویه واقع شده است. این قلعه در بین راه ارتباطی دو شهر تون و طبس قرار داشته‌است.

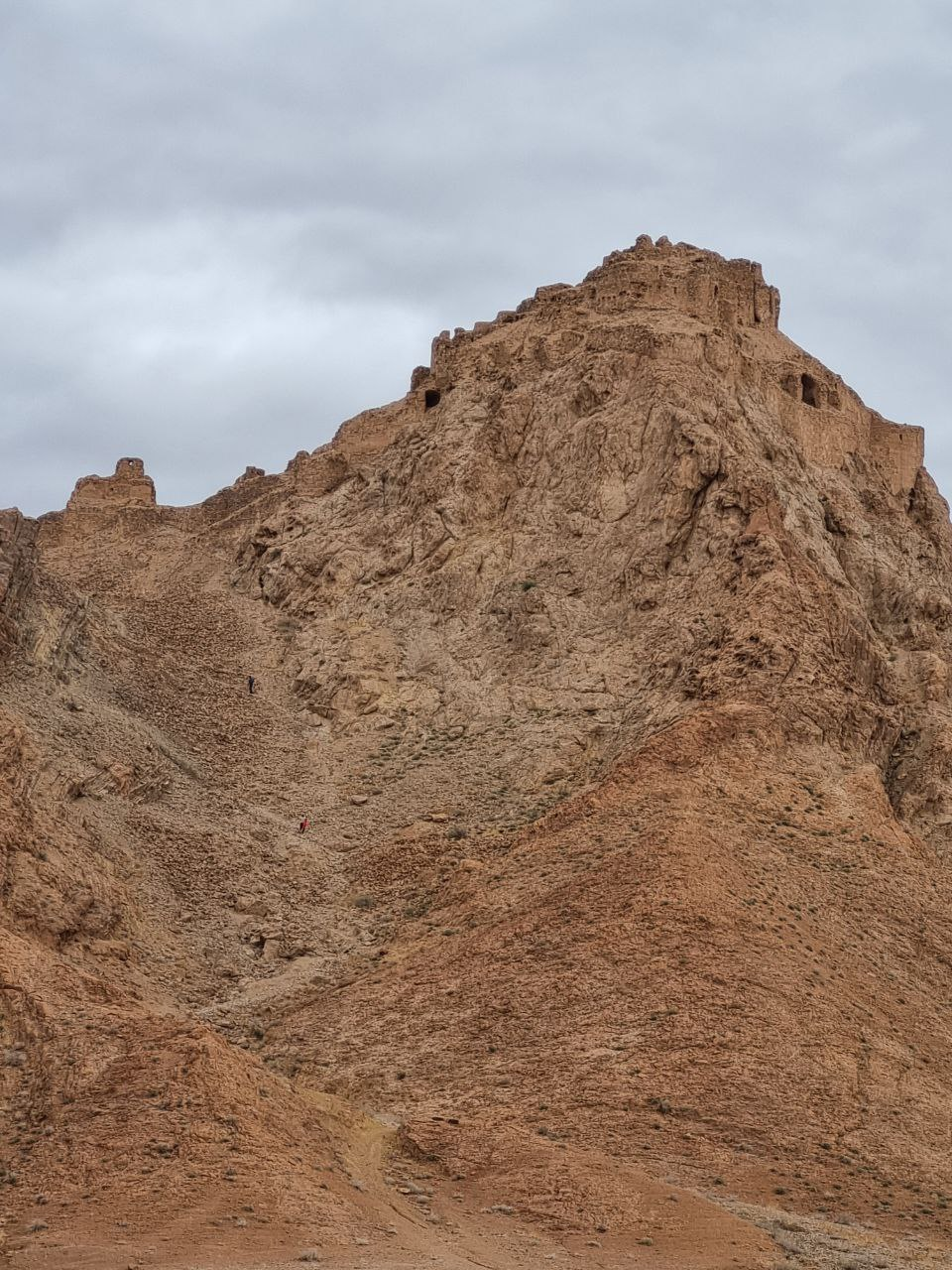
قلعه دختر بشرویه

## معماری
جنس بنا از سنگ و ساروج است. ساختمان قلعه شامل آب‌انبار، مخازن ذخیره آذوقه، استراحتگاه‌های نگهبانان و برج ها بوده است. قلعه  دارای برج های متعددی با ارتفاع ٣ الی ۴ متر با دیوار های به هم پیوسته است.
‌